# 가평휴게소
가평휴게소(加平休憩所, Gapyeong Service Area)는 경기도 가평군 설악면에 위치한 서울양양고속도로의 고속도로 휴게소이다. 양방향 모두 존재한다.

## 시설
- 주차장
- 화장실
- 정유소 : SK에너지
- 전기차충전소
- 브랜드매장 : 던킨도너츠
- 현금 자동 입출금기

## 전후
서울방향
| 다음 지점     | ← | 현재 지점  | ← | 이전 지점   |
| ------------- | - | ---------- | - | ----------- |
| 설악 나들목   | ← | 가평휴게소 | ← | 강촌 나들목 |
| 고속도로 종점 | ← | 가평휴게소 | ← | 홍천휴게소  |

양양방향
| 다음 지점     | ← | 현재 지점  | ← | 이전 지점   |
| ------------- | - | ---------- | - | ----------- |
| 설악 나들목   | → | 가평휴게소 | → | 강촌 나들목 |
| 고속도로 종점 | → | 가평휴게소 | → | 홍천휴게소  |